# خالد بكداش
خالد بكداش (1912 - 24 تموز 1995)، سياسي سوري ولد لأبوين كرديين، انتسب إلى الحزب الشيوعي عام 1930 على يد فوزي الزعيم. 1931 كان مسؤول الحزب في دمشق وفي عام 1933 سمي الأمين العام للحزب الشيوعي السوري اللبناني. وهو أول نائب وبرلماني شيوعي عربي (كردي)، ومؤسس جريدة صوت الشعب عام 1937. وهو أول من ترجم بيان الحزب الشيوعي للعربية. بقي أميناً عاماً للحزب الشيوعي السوري حتى وفاته، وكان أحد أعضاء الجبهة الوطنية التقدمية السورية. وبقي صامداً على النهج الماركسي اللينيني حتى وفاته رغم الأزمات التي تعرض لها الحزب الشيوعي السوري وخصوصاً تميزه بموقف رافض للبيروسترويكا التي أسسها غورباتشوف في الاتحاد السوفيتي السابق. كما رفض حل الحزب في حِقبة خراتشوف الذي حاول طرح نظرية التخلي عن الحزب الشيوعي ودمجه بحزب البعث، وكان يُعَد من أبرز الشخصيات الشيوعية العربية.

## سيرته
وُلد خالد بكداش في حيِّ الأكراد بدمشق عام 1912، وتوفي فيها عام 1995. تعلم في المدارس الحكومية السورية، ودرس في جامعة دمشق مادة الحقوق لكنه لم يُنهِ دراسته لانشغاله بالسياسة.
سافر إلى موسكو عام 1933 وأكمل دراسته هناك وعاد عام 1937، بقي بمنصب الأمين العام للحزب حتى وفاته. تزوَّج عام 1951 من وصال فرحة التي شاركت بنشر الشيوعية بين النساء في منظمة رابطة النساء السوريات لحماية الأمومة والطفولة التي كانت رديفة للحزب الشيوعي السوري، وخلَفته في أمانة الحزب، ثم خلَفها ولدهما عمار بكداش. 
تعرَّض خالد بكداش للاعتقال عدَّة مرَّات.

## حياته السياسية
انتسب للحزب الشيوعي السوري عام 1930. تم اعتقاله للمرة الأولى عام 1931 ودام اعتقاله أربع شهور، ثم اُعتقل مرة ثانية عام 1933 حيث بدأ بترجمة كتاب بيان الحزب الشيوعي. مَثّل الوفود العربية في المؤتمر السابع للكومنترون عام 1935، وفي عام 1933 انتخب أمينًا عامًا للحزب الشيوعي في سوريا ولبنان خلفا لفؤاد الشمالي، وفي عام 1937 أسّس جريدة صوت الشعب لتكون لسان حال الحزب الشيوعي في سوريا ولبنان. في عام 1954 انتخب ليكون أول برلماني عربي شيوعي، وقد حصل على سبعة عشر ألف صوت من مدينة دمشق، وعارض الوحدة السورية المصرية على أساس حل الأحزاب، وقدم الحزب الشيوعي ما يسمّى بالنقاط العشر لتأسيس قيام الوحدة بين سوريا ومصر والتي أدت لخروجه من البلاد في فترة الوحدة، وقد اعترف حزب البعث والقيادة في سوريا لاحقاً، بصوابية طرح الحزب الشيوعي حول الوحدة.
الجدير بالذكر، أن بكداش كان من المتمسكين بشدة بالنظرية الماركسية أي أنه كان «نصيّاً» غير راض عن محاولات التجديد أو التطوير التي طرأت على الفكر الماركسي شأنه شأن الأفكار عامةً، فمنذ كتب ماركس وأنجلز «البيان الشيوعي» شهد الفكر الماركسي نقلات نوعية على صعيد نقده لذاته وإعادة صياغة طروحاته في شكل أكثر معاصرة وواقعية. ومن هذه اللحظات كانت لحظة لينين الكبيرة والتي طرح فيها طريقاً نظرياً مختلفاً للطرح الماركسي التقليدي (ماركس وأنجلز) وقال بإمكانية تحقيق الثورة الاشتراكية في بلد واحد متخلف (زراعي) هو روسيا دون انتظار ما يمكن أن نسميه «تطوراً برجوازياً عاماً» واللافت أن لينين صاغ معظم مؤلفاته (الفلسفية والاقتصادية) بالاعتماد على هذا الطرح. كما كانت لحظات تطور الفكر عموماً في أوروبا قد أثرت على الماركسية بما هي نظرية منكفئة على «نواة صلبة» غير قابلة للتفكيك بسهولة في الوقت الحالي (كما يقول سارتر) بسبب شمولها النظري (على حد تعبير إدغار موران)، فإنها اختلطت مع الهيجلية المحدثة (مع لوكاش الشاب) ثم الوجودية (وجودية سارتر وكيركيجورد) ومع البنيوية (مع فوكو وألتوسير وموريس غودلييه وغيرهم). وفي ظل هذا الزخم الفكري على المستوى العاملي، فإن العرب (شيوعيين وغيرهم) كانوا «مستوردي أفكار» فقط أو منبوذين من الأحزاب التي يقودها أمثال بكداش بسبب حسهم النقدي العالي ورغبتهم في كسر الطوق السوفييتي المهيمن آنذاك على المنظمات الشيوعية العربية، ويجب الإشارة إلى المفكر السوري إلياس مرقص الذي [وفقًا لِمَن؟]. ثم عاد الحزب بعد وفاة بكداش لتكريم مرقص باعتباره من رواد الماركسية العربية. كما يجب الإشارة إلى رياض الترك الذي وإن لم يكن مفكراً (كمرقص) إلا أنه نادى منذ الستينات بفصل «الطرف» الشيوعي السوري عن «المركز» السوفييتي. وهو ما أدى في نهاية الأمر إلى انشقاق الحزب إلى اثنين أحدهما ظل يدور في البياغوجية الإلهية السوفييتية مختصراً الماركسة إلى مجموعة مقولات جامدة تلقن وتحفظ وتكرر دوماً باعتباها «قرآن» الشيوعيين، أما القسم الثاني فقد حاول الانفتاح أكثر على الفكر العالمي.[بحاجة لمصدر]

## وصلات خارجية
موقع الحزب الشيوعي السوري
رجال الشرق